# ويت استديو
شركة ويت استوديو (株式会社ウィットスタジオ كابوشيكي-غايشا ويتّو ستاجيو)، هو استوديو للانمي الياباني أُسس في 1 يونيو 2012 من قبل المنتجين في برودكشن آي جي كشركة فرعية لآي جي بورت. يقع مقره في موساشينو، طوكيو، اليابان، مع منتج برودكشن آي جي جورج وادا كرئيسه وتتسويا ناكاتاكه، أيضاً منتج في برودكشن آي جي، كمدير للاستوديو. اكتسب الاستوديو الشهرة لإنتاجه نسخة الأنمي من سلسلة مانغا هجوم العمالقة.
مُول ويت استوديو بتوظيف ابتدائي قدره ¥30,000,000 من رأس مال آي جي بورت، وادا وناكاتاكه، الذين أُعلن امتلاكهم 66.6%، 21.6%، و10.0% من الأسهم في الاستوديو على الترتيب.

## الأعمال

### المسلسلات
| السنة       | العنوان                | المخرج                       | الحلقات          | ملاحظات                                    |
| ----------- | ---------------------- | ---------------------------- | ---------------- | ------------------------------------------ |
| 2013 – 2019 | هجوم العمالقة          | تيتسورو أراكي ماساشي كويزوكا | 59 حلقة + 8 أوڤا | مقتبس من مانغا بنفس الاسم لهاجيمي إيساياما |
| 2014 – 2015 | برود أعصاب هوزوكي      | هيرو كابوراكي                | 13 حلقة + 3 أوڤا | مقتبس من مانغا بنفس الاسم لناتسومي إغوتشي  |
| 2015        | الفتيات المتزلجات      | كوتومي داي                   | 12 حلقة          | مقتبس من مانغا بنفس الاسم ليسوكي مياغي     |
| 2015        | سيراف النهاية          | دايسوكي توكودو               | 24 حلقة          | مقتبس من مانغا بنفس الاسم لتاكايا كاغامي   |
| 2016        | كابانيري الحصن الحديدي | تيتسورو أراكي                | 12 حلقة          | عمل أصلي                                   |
| 2017        | عروس الساحر            | نوريهيرو ناغانوما            | 24 حلقة          | مقتبس من مانغا بنفس الاسم لكور يامازاكي    |
| 2018        | بعد المطر              | أيومو وتانابي                | 12 حلقة          | مقتبس من مانغا بنفس الاسم جون مايوزوكي     |
| 2019        | فينلاند ساغا           | شوهي يابوتا                  | 24 حلقة          | مقتبس من مانغا بنفس الاسم ماكوتو يوكيمورا  |
|             | الوان بيس              |                              |                  | مقتبس من مانغا ون بيس                      |

### الأفلام والأوڤا
| السنة     | العنوان | المخرج                      | الصيغة | الحلقات | ملاحظات                                                 |
| --------- | --- | --------------------------- | ------ | ------- | ------------------------------------------------------- |
| 2013      | هال | ريوتارو ماكيهارا            | فيلم   |         |                                                         |
| 2014–2015 | هجوم العمالقة – الجزء الأول: القوس القرمزي والسهم هجوم العمالقة – الجزء الثاني: أجنحة الحرية               | تيتسورو أراكي               | فيلم   |         | أفلام ملخصة للمسلسل                                     |
| 2014–2015 | هجوم العمالقة: لا أسف                                                                                      | تيتسورو أراكي               | أوڤا   | حلقتان  | مقتبسة من مانغا بنفس الاسم لغن سنارك                    |
| 2015      | إمبراطورية الجثث                                                                                           | ريوتارو ماكيهارا            | فيلم   |         | من أعمال بروجكت إيتو                                    |
| 2016      | ستار فوكس زيرو: بداية المعركة                                                                              | كيوجي أسانو                 | أونا   |         | فيلم قصير مقتبس من لعبة فيديو ستار فوكس زيرو            |
| 2016–2017 | عروس الساحر: أولئك الذين ينتظرون نجمة                                                                      | نوريهيرو ناغانوما           | أوڤا   | 3 حلقات | مقتبس من مانغا عروس الساحر لكور يامازاكي                |
| 2016–2017 | كابانيري الحصن الحديدي – الجزء الأول: الضوء المتجمع كابانيري الحصن الحديدي – الجزء الثاني: الحياة المشتعلة | تيتسورو أراكي               | فيلم   |         | أفلام ملخصة للمسلسل                                     |
| 2017      | يضحك تحت الغيوم غايدن                                                                                      | تيتسويا واكانو              | فيلم   | 3       | مقتبس من مانغا يضحك تحت الغيوم لكاراكارا كيموري         |
| 2017–2018 | هجوم العمالقة: الفتاتان الضائعتان                                                                          | تيتسورو أراكي مساشي كوازوكا | أوڤا   | 3       | مقتبس من رواية من نفس الاسم لهيروشي سيكو                |
| 2018      | هجوم العمالقة: زئير النهضة                                                                                 | تيتسورو أراكي مساشي كوازوكا | فيلم   |         | أفلام ملخصة                                             |
| 2018      | فيلم بوكيمون: قصة كل شخص                                                                                   | تيتسوي ياجيما               | فيلم   |         | تتمة لـ فيلم بوكيمون 2017: اخترتك! بالتعاون مع أو إل إم |
| 2019      | كابانيري الحصن الحديدي: معركة غير حاسمة                                                                    | تيتسورو أراكي               | فيلم   |         | تتمة لـ كابانيري الحصن الحديدي                          |

### ألعاب الفيديو
| السنة | العنوان                | الناشر       | الصيغة     | ملاحظات                   |
| ----- | ---------------------- | ------------ | ---------- | ------------------------- |
| 2017  | تايلس أوف ذا ريز       | بانداي نامكو | لعبة محمول | تحريك الافتتاحية والمشاهد |
| 2018  | كابانيري الحصن الحديدي | DMM.com      | لعبة محمول | تحريك الافتتاحية          |

## وصلات خارجية
- الموقع الرسمي
- ويت استوديو على موقع IMDb (الإنجليزية)
- ويت استوديو على موقع ANN company (الإنجليزية)